# باشگاه ورزشی اشتوتگارتر کیکرز
باشگاه ورزشی اشتوتگارتر کیکرز یک باشگاه فوتبال در اشتوتگارت، بادن-وورتمبرگ، آلمان است که در تاریخ ۲۱ سپتامبر ۱۸۹۹ به عنوان باشگاه فوتبال استوتگارتر کیکرز تأسیس شد. این باشگاه در حال حاضر در لیگ منطقه‌ای جنوب غربی، سطح چهارم فوتبال آلمان بازی می‌کند.

## تاریخچه
در سال‌های اولیه، این باشگاه دارای یک تیم محلی مناسب بود که در لیگ جنوبی، لیگ منطقه‌ای وورتمبرگ و سپس در لیگ ناحیه‌ای وورتمبرگ بازی می‌کرد. با بازسازماندهی فوتبال آلمان در دوران رایش سوم در سال ۱۹۳۳، تیم که اکنون به نام اس‌وی اشتوتگارتر کیکرز شناخته می‌شود، در گائولیگا وورتمبرگ قرار گرفت، یکی از شانزده لیگ منطقه‌ای برتر که در آن زمان در کشور تأسیس شده بود. این تیم همچنان نتایج خوبی در سطح محلی کسب کرد، اما نتوانست فراتر از منطقه خود تأثیرگذار باشد. در آخرین سال جنگ جهانی دوم، کیکرز یک تیم ترکیبی جنگی با اسپورتفرواند اشتوتگارت تشکیل داد.

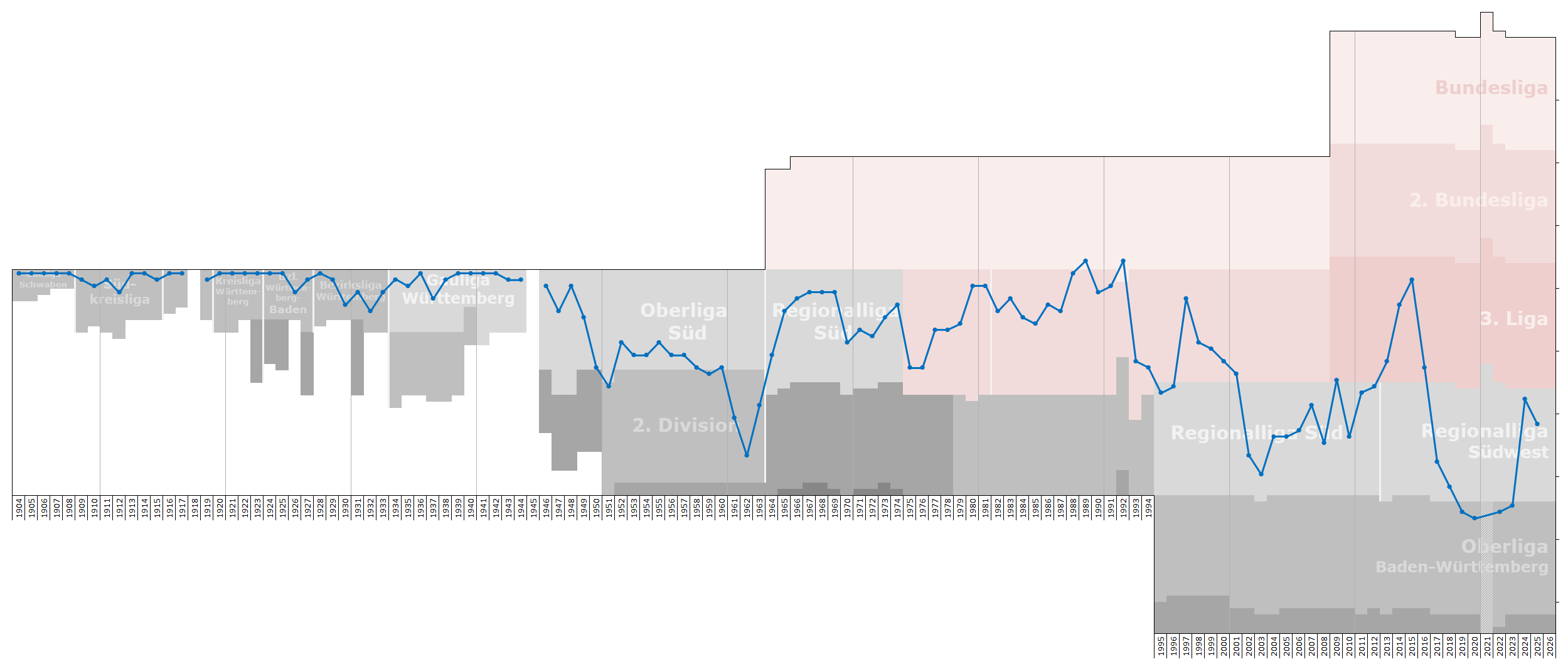
نمودار تاریخی عملکرد لیگ استوتگارت کیکرز

پس از جنگ، این باشگاه بازی‌های خود را در اوبرلگا جنوب از سر گرفت و در اوایل به عنوان یک تیم میانه جدول عمل کرد. تا سال ۱۹۵۰، این تیم به نیمه پایین جدول سقوط کرد و در جایگاه ۱۴ قرار گرفت و به طور مداوم در تلاش بود تا از سقوط جلوگیری کند. کیکرز اوایل دهه ۶۰ را در فوتبال سطح دو گذراند، اما پس از تأسیس بوندس‌لیگا، لیگ حرفه‌ای جدید آلمان، در سال ۱۹۶۳، این باشگاه به لیگ منطقه‌ای جنوب منتقل شد. در سال ۱۹۷۴، آن لیگ حرفه‌ای شد و به بوندس‌لیگا ۲ تبدیل گردید. بین سال‌های ۱۹۶۳ تا اواخر دهه ۱۹۸۰، تیم نتایج متنوعی داشت، اما در نهایت در نیمه بالای جدول در پایان آن دوره تثبیت شد. این تیم یک حضور شکست‌خورده در DFB-Pokal در سال ۱۹۸۷ دارد و در سال‌های ۱۹۸۸–۸۹ برای اولین بار به بوندس‌لیگا راه یافت. این تیم پس از ۲۸ سال حضور در دسته دوم، به لیگ بالاتر صعود کرد. این تیم بلافاصله پس از کسب جایگاه ۱۷ سقوط کرد، اما به ارائه برخی از بهترین عملکردهای خود ادامه داد. Die Blauen به مرحله نیمه‌نهایی DFB-Pokal 2000 راه یافت و سپس در فصل ۱۹۹۱–۹۲ یک بار دیگر به بوندس‌لیگا راه پیدا کرد، اما با همان نتیجه قبلی خود مواجه شد. در دهه بعد، این باشگاه عمدتاً در دسته دوم بازی کرد، قبل از اینکه در سال ۲۰۰۱ به لیگ منطقه‌ای جنوب (III) سقوط کند، جایی که تا سال ۲۰۰۸ باقی ماند و با کسب جایگاه دهم به لیگ جدید لیگا ۳ راه یافت. آن‌ها در فصل ۲۰۰۸–۰۹ در لیگا ۳ در جایگاه آخر (۲۰) قرار گرفتند و به لیگ منطقه‌ای جنوب سقوط کردند. پس از سه فصل در سطح لیگ منطقه‌ای، کیکرز در سال ۲۰۱۲ به ۳. لیگ بازگشت و به مدت چهار فصل در آنجا بازی کرد تا اینکه در پایان فصل ۲۰۱۵–۱۶ به لیگ منطقه‌ای جنوب غربی سقوط کرد. در سال ۲۰۱۸، آن‌ها یک بار دیگر به اوبرلگا بادن-وورتمبرگ سقوط کردند.

## دیگر بخش‌ها
اشتوتگارتر کیکرز همچنین دارای بخش‌های هندبال، دو و میدانی، پینگ‌پنگ و لاکراس است. این انجمن همچنین به خاطر آموزش داوران و کمک‌داوران فوتبال شناخته شده است. آن‌ها یک بخش هاکی روی چمن نیز داشتند که در سال ۱۹۵۷ به صورت مستقل تحت نام HTC Stuttgarter Kickers تأسیس شد.